# كيزليار
كيزليار (بالأوارية: Гъизляр) (بالروسية: Кизляр) مدينة في روسيا الاتحادية في الكيان الفدرالي الروسي داغستان، وهي مركز إداري لمنطقة كيزليار. تقع على حدود مع جمهورية الشيشان.
تأسست في عام 1735 م كحصن روسي على نهر تيريك.

## المناخ
يظهر الجدول التالي التغييرات المناخية على مدار السنة لكيزليار:
| البيانات المناخية لـكيزليار       | البيانات المناخية لـكيزليار | البيانات المناخية لـكيزليار | البيانات المناخية لـكيزليار | البيانات المناخية لـكيزليار | البيانات المناخية لـكيزليار | البيانات المناخية لـكيزليار | البيانات المناخية لـكيزليار | البيانات المناخية لـكيزليار | البيانات المناخية لـكيزليار | البيانات المناخية لـكيزليار | البيانات المناخية لـكيزليار | البيانات المناخية لـكيزليار | البيانات المناخية لـكيزليار |
| الشهر                             | يناير                       | فبراير                      | مارس                        | أبريل                       | مايو                        | يونيو                       | يوليو                       | أغسطس                       | سبتمبر                      | أكتوبر                      | نوفمبر                      | ديسمبر                      | المعدل السنوي               |
| --------------------------------- | --------------------------- | --------------------------- | --------------------------- | --------------------------- | --------------------------- | --------------------------- | --------------------------- | --------------------------- | --------------------------- | --------------------------- | --------------------------- | --------------------------- | --------------------------- |
| متوسط درجة الحرارة الكبرى °م (°ف) | 1.0 (33.8)                  | 2.2 (36.0)                  | 7.3 (45.1)                  | 16.3 (61.3)                 | 23.1 (73.6)                 | 27.7 (81.9)                 | 30.2 (86.4)                 | 29.6 (85.3)                 | 23.9 (75.0)                 | 16.5 (61.7)                 | 9.1 (48.4)                  | 3.7 (38.7)                  | 15.9 (60.6)                 |
| المتوسط اليومي °م (°ف)            | −2.2 (28.0)                 | −1.3 (29.7)                 | 3.5 (38.3)                  | 11.1 (52.0)                 | 17.8 (64.0)                 | 22.4 (72.3)                 | 25.1 (77.2)                 | 24.3 (75.7)                 | 18.8 (65.8)                 | 12.0 (53.6)                 | 5.7 (42.3)                  | 0.9 (33.6)                  | 11.5 (52.7)                 |
| متوسط درجة الحرارة الصغرى °م (°ف) | −5.7 (21.7)                 | −4.3 (24.3)                 | −0.3 (31.5)                 | 6.0 (42.8)                  | 12.5 (54.5)                 | 17.1 (62.8)                 | 20.0 (68.0)                 | 19.0 (66.2)                 | 13.8 (56.8)                 | 7.6 (45.7)                  | 2.4 (36.3)                  | −1.9 (28.6)                 | 7.2 (44.9)                  |
| الهطول مم (إنش)                   | 17 (0.7)                    | 19 (0.7)                    | 20 (0.8)                    | 31 (1.2)                    | 39 (1.5)                    | 47 (1.9)                    | 28 (1.1)                    | 23 (0.9)                    | 30 (1.2)                    | 31 (1.2)                    | 28 (1.1)                    | 21 (0.8)                    | 334 (13.1)                  |
| المصدر: Climate-Data.org          |                             |                             |                             |                             |                             |                             |                             |                             |                             |                             |                             |                             |                             |

## توأمة
لكيزليار اتفاقيات توأمة مع كل من:
- آزوف
- أودينتسوفو

## أعلام
- رومانوس ميليكيان
- إيفان سيدورنكو